# グラマン G-44
グラマン G-44 ウィジョン
コディアック島の南西端Frazier湖のグラマン ウィジョン
- 用途：哨戒機、多用途機
- 製造者：グラマン
- 運用者

  -  アメリカ合衆国（海軍、陸軍航空軍、沿岸警備隊）
  -  イギリス（イギリス海軍）等
- 初飛行：1940年
- 生産数：317機（フランスのSCANでのライセンス生産を含む）

グラマン G-44 ウィジョン（Grumman G-44 Widgeon）は、小型の双発5座、水陸両用機である。連邦航空局（FAA）の認定型式A-734、「5 PCL-Am-FbM」は5座客室水陸両用単葉飛行艇（5-place Cabin Landplane-Amphibian-Flying Boat Monoplane）を表している。この機種はアメリカ海軍とアメリカ沿岸警備隊では「J4F」、アメリカ陸軍航空軍とアメリカ空軍では「OA-14」と命名された。

## 設計と開発
元々は民間市場向けに開発されたウィジョンはより小型であったが、グラマン社の以前のG-21 グースと似た機体であり1941年から1955年まで生産された。この機種は第二次世界大戦中にアメリカ海軍、アメリカ沿岸警備隊、イギリス海軍により小型の哨戒機、多用途機として使用された。
試作初号機は1940年に初飛行を行い、量産第1号機は対潜哨戒機としてアメリカ海軍に納入された。軍用の176機を含む総計276機がグラマン社で生産された。第二次世界大戦中にこれらの機体はアメリカ海軍、アメリカ沿岸警備隊、シビル・エア・パトロールとアメリカ陸軍航空軍において運用された。また、イギリス海軍では「ゴスリング」（Gosling）と呼ばれて使用された。

## 運用の歴史

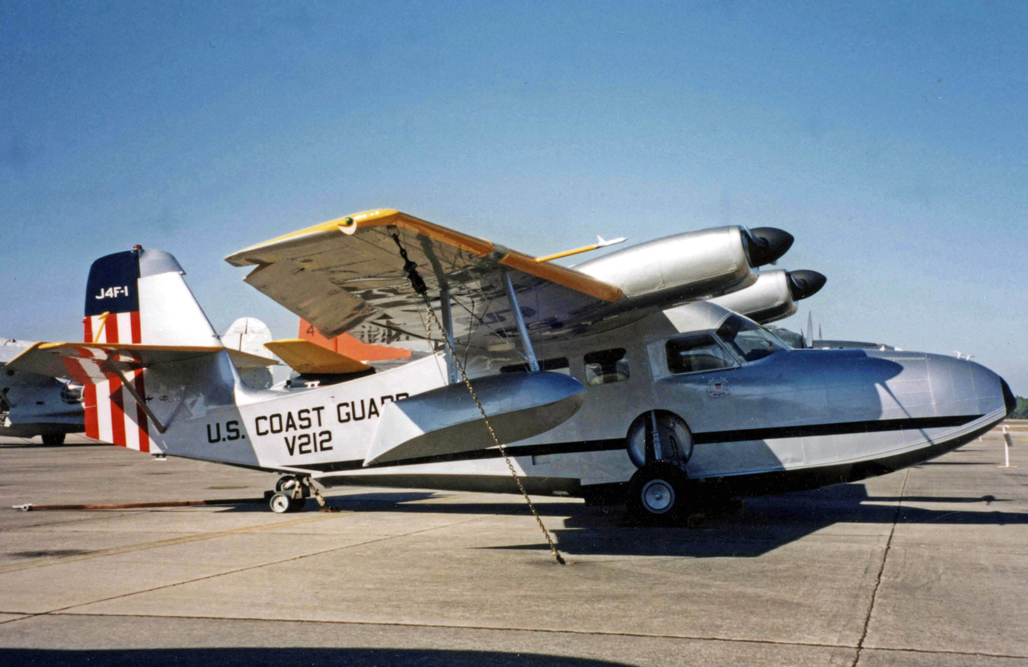
ペンサコーラの国立海軍航空博物館に保存されているアメリカ沿岸警備隊のグラマン J4F-1

1942年8月1日にルイジアナ州、ホーマを拠点とするアメリカ沿岸警備の第212飛行隊に所属するヘンリー・ホワイト（Chief Aviation）機長のJ4F-1がルイジアナ沿岸でドイツのUボートを発見し、攻撃した。ホワイトは潜水艦の撃沈を報告し、後に「U-166」の撃沈が確認され飛行殊勲十字章（Distinguished Flying Cross）が授与された。
しかしながら2001年6月にBPアモコとシェル・オイルの仕事で海底探査をしていたチームが商船「ローバート・E・リー」が沈んでいる傍で「U-166」の残骸を発見した。7月30日（ホワイトのJ4F-1の飛行の2日前）の「U-166」の沈没は、現在では「ローバート・E・リー」を護衛していた哨戒艇の「PC-556」の戦果とされている。
現在ホワイトのJ4F-1が攻撃したのは、ホワイトが空中から攻撃したと報告した「U-166」と同型のIX C型Uボートの「U-171」と考えられている。「U-171」はホワイトの攻撃では被害を受けなかったが、4カ月後にビスケー湾で沈没した。

## 戦後の運用
戦後にグラマン社はこの機体をより民間運用に適するように設計を変更した。新しい艇体により水上での操作性が改善され、6座席仕様にされた。合計で新造の「G-44A」がグラマン社により76機が製造され、最後の機体は1949年1月13日に納入された。別に41機がフランス、ラ・ロシェルのSCAN社（Societe de Construction Aero-Navale）で「SCAN-30」として製造された。これらの多くが米国へ渡った。
オレゴン州、サンディのマッキノン・エンタープライズ（McKinnon Enterprises）が70機以上のウィジョンを「スーパー・ウィジョン」に改装した。この機体はエンジンを270 hp (201 kW) のアヴコ・ライカミング GO-480-B1Dに換装し、近代的なアビオニクス、3枚ブレードのプロペラ、大型化された窓、遮音材の改良、非常脱出口の設置、最大離陸重量の引き上げといった数々の改造が施されていた。折り畳み式の翼端フロートはオプションであった。

## 派生型
G-44
主量産型、下記の軍用版を含めて200機生産。
G-44A
艇体を再設計した改良された戦後の量産型、76機生産。
J4F-1
アメリカ沿岸警備隊向け3座のG-44、25機生産。
J4F-2
アメリカ海軍向け5座のJ4F-1、131機生産。
OA-14
アメリカ陸軍航空軍の軍務に徴発された15機のG-44。
OA-14A
工兵隊（the Corps of Engineers）向けの新造機。1機。
ゴスリング I
英海軍に引き渡された15機のJ4F-2。後に「ウィジョン I」と改称。
SCAN 30
フランスでライセンス生産されたG-44、41機生産。

## 運用

### 軍事運用
ブラジル
 イスラエル
- イスラエル空軍

 ポルトガル
 タイ
 イギリス
- イギリス海軍

 アメリカ合衆国
- アメリカ陸軍航空隊
- アメリカ陸軍航空軍
- アメリカ沿岸警備隊
- アメリカ海軍
- シビル・エア・パトロール

 ウルグアイ

### 民間運用
ニュージーランド
- マウントクック航空

## 現存機
- 多くのウィジョンが各地で修復中か保管状態で個人に所有されている。この機種は現在でも日常的に使用される飛行艇として相応の人気を保ち続けているが、ウォーバーズ（戦中機）としては希少である。
- G-44 (reg. # CF-ODR) がオンタリオ州、ハミルトンのカナダ軍用機遺産博物館に展示されている。
- G-44 (N13122) がアラスカ州、アンカレッジのアラスカ航空機遺産博物館に展示されている。
- 数機の G-44がポルトガルとフランスの博物館に展示されている。
- テレビ番組『ファンタジー・アイランド』の冒頭でゲストを島まで連れて行く「Ze plane! Ze plane!」がウィジョン (N4453) であった。この機体は薬物の密輸に使用されたり、リチャード・バックを含む様々な人々が所有した過去があり、現在はホリスターの骨董品商のコレクションとしてタネー・カントリー空港に駐機している。

## 要目
（G-44A）
- 乗員：1名
- 乗客：5名
- 全長：9.47 m (31 ft 1 in)
- 全幅：12.19 m (40 ft 0 in)
- 全高：3.48 m (11 ft 5 in)
- 翼面積：22.8 m² (245 ft²)
- 空虚重量：1,470 kg (3,189 lb)
- 全備重量：2,041 kg (4,500 lb)
- 最大離陸重量：2,500 kg (lb)
- エンジン：2 × レンジャー L-440C-5 倒立直列6気筒エンジン、200 hp (150 kW)
- 最大速度：257 km/h (160 mph, 139 kn)
- 巡航高度：
- 航続距離：1,481 km (920 mi, 800 nmi)
- 上昇率：305 m/min (1,000 ft/min)